# Deutsches Museum

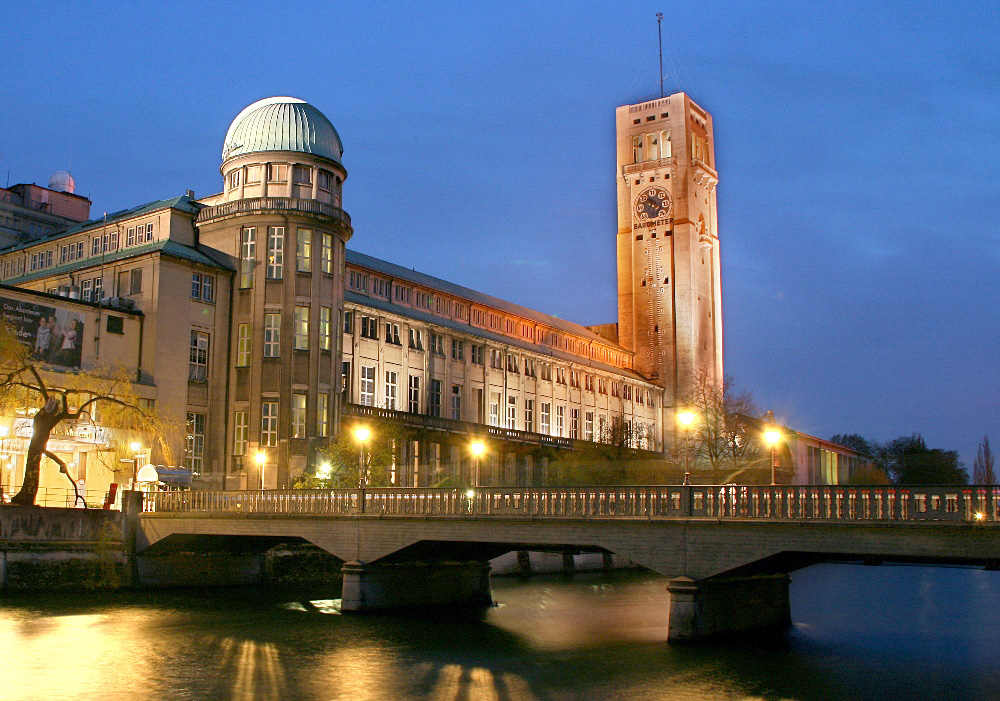
El Deutsches Museum

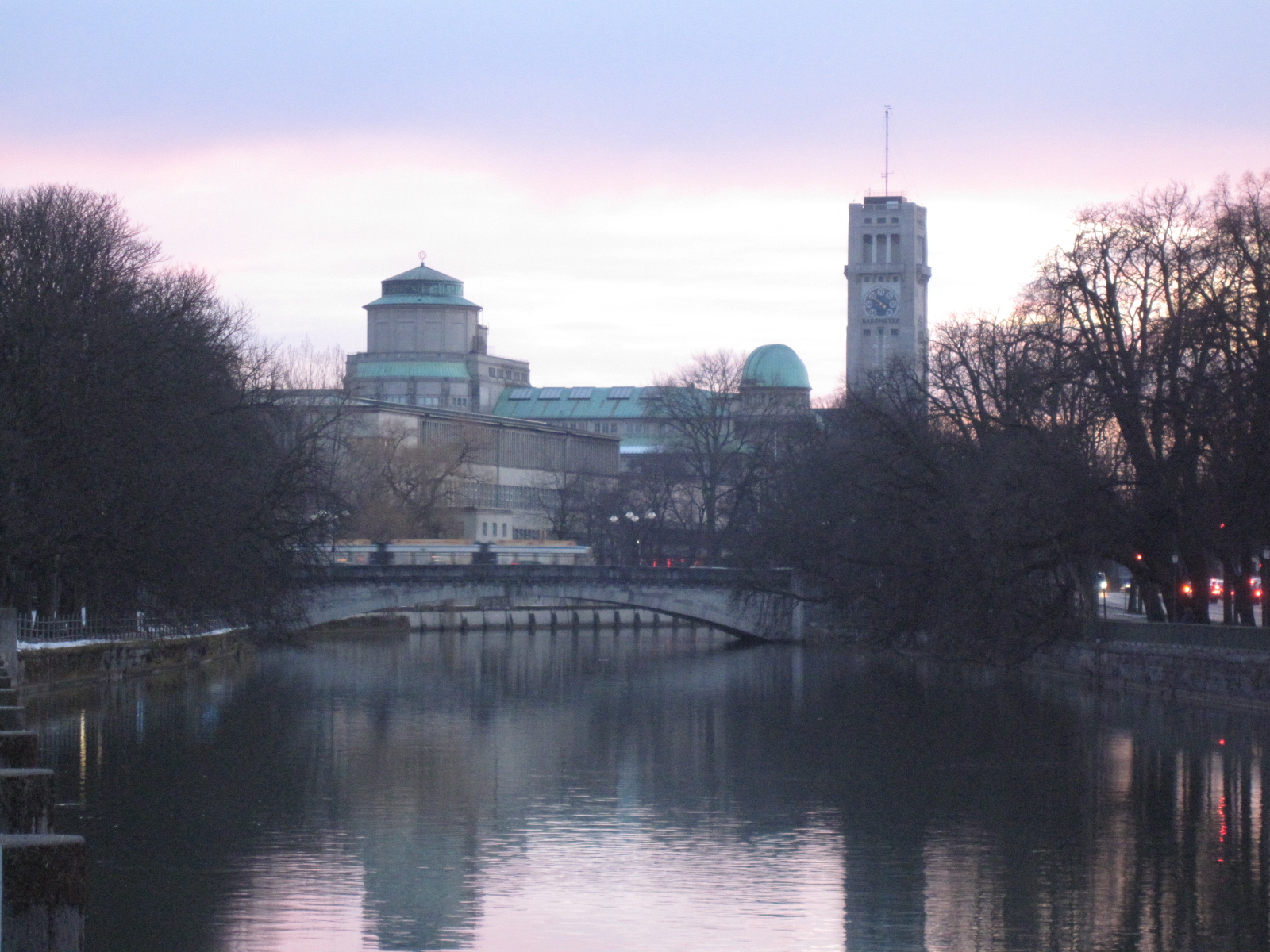
El Deutsches Museum desde el Isar

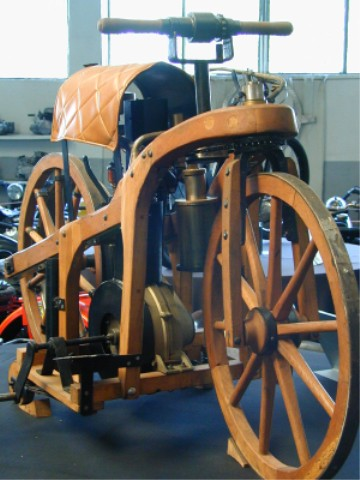
Daimler Reitwagen

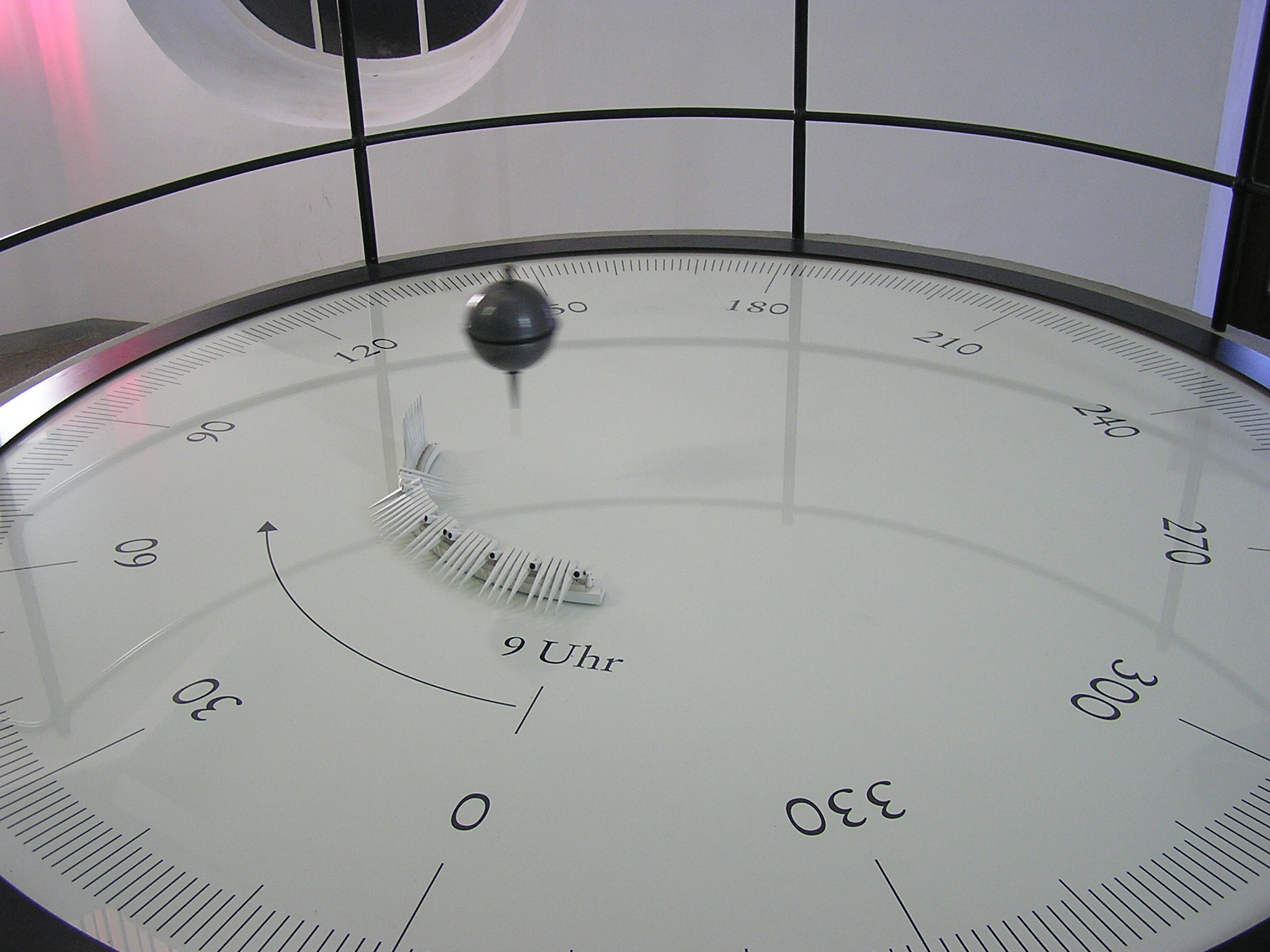
Foucaultsches Pendel-M 1

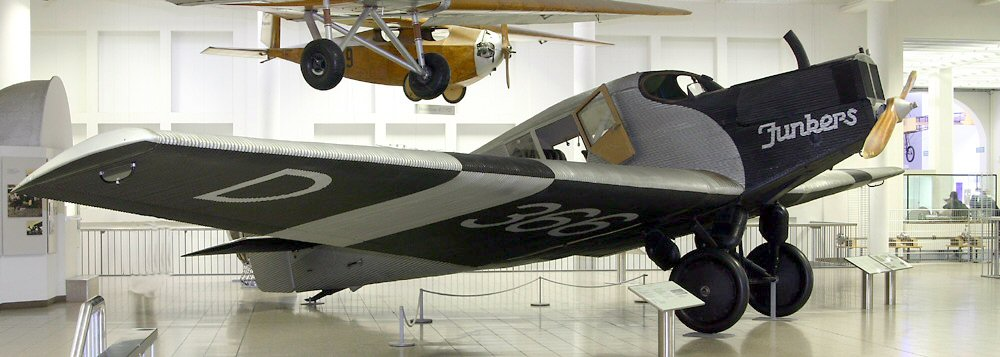
Junkers-f13

Deutsches Museum, o en su nombre completo Deutsches Museum von Meisterwerken der Naturwissenschaft und Technik, es un museo de ciencia y tecnología situado en Múnich (Alemania), en una isla formada en la ribera del río Isar. Catalogado y reconocido como el más grande del mundo en este tópico y uno de los más visitados del mundo con aproximadamente 1,5 millones de visitantes por año, con cerca de 28.000 objetos expuestos de 50 campos de la ciencia y la tecnología. Se estima que para recorrer la totalidad del museo es necesario invertir alrededor de 8 días. Se encuentra distribuido en 50 secciones sobre una superficie de 4,7 ha.

## Propósito
Su propósito es el de brindar al aficionado un acceso didáctico a la ciencia, ingeniería y técnica. Desde su fundación, a cargo de Oskar von Miller, en cada parte del museo se encuentran objetos interactivos con los visitantes: simuladores, pantallas táctiles, puntos de información y presentaciones de fenómenos físicos en determinados horarios. Para este fin, dispone de muestras destacadas que ilustran el desarrollo técnico y científico resaltando los aportes de Alemania en el desarrollo humano.

## Emplazamientos

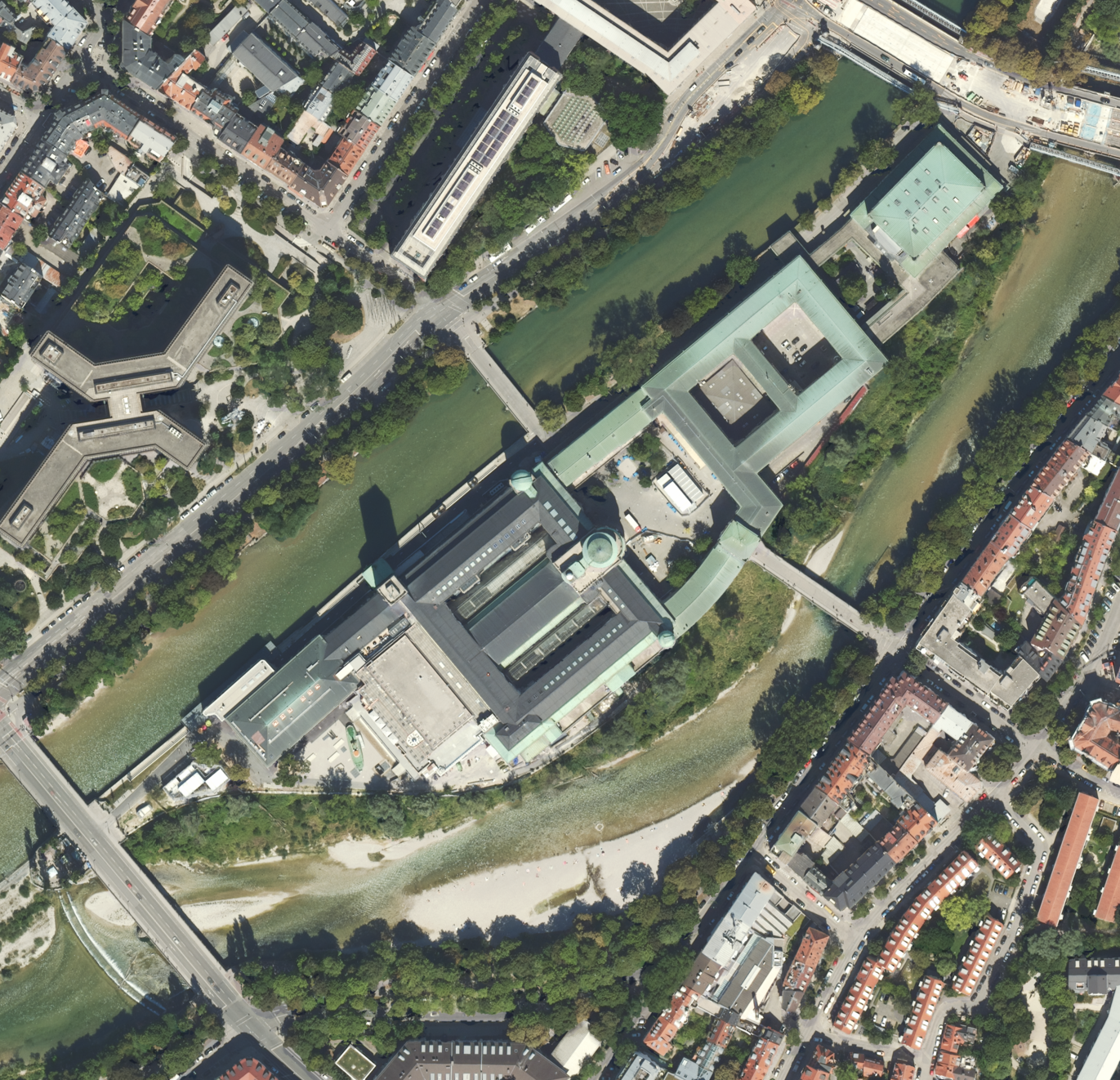
El edificio del museo en la Museumsinsel.

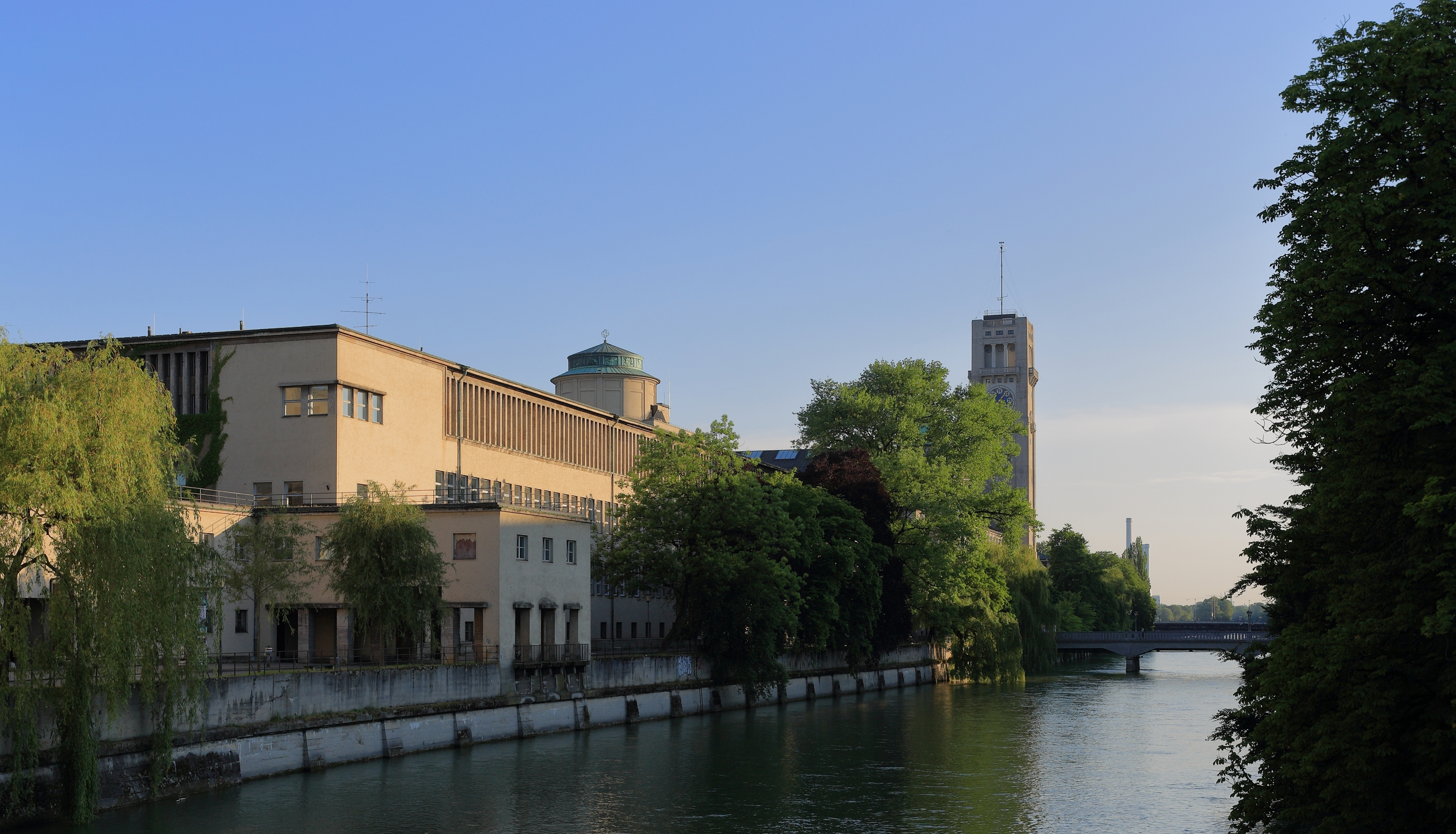
Museo Alemán visto desde el Ludwigsbrücke.

### Edificio principal

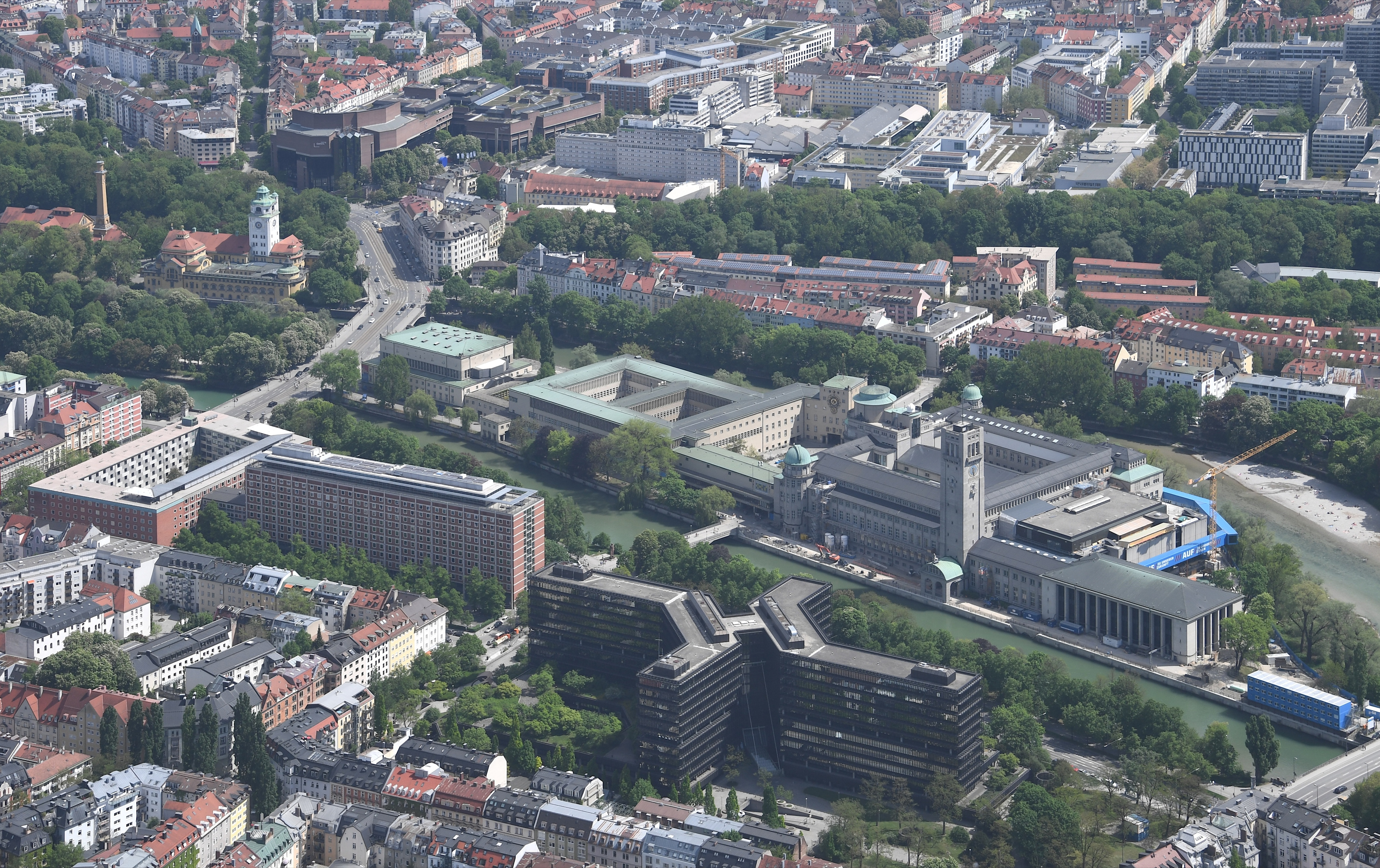
Imagen aérea del Deutsches Museum (centro), el edificio oscuro de abajo es la Oficina Europea de Patentes, el edificio rojizo de abajo a la izquierda es la Deutsche Patent- und Markenamt.

El edificio del museo se encuentra en la isla de los Museos en Múnich. Se trata de un antiguo banco de grava en el río Isar. La isla se ha utilizado desde la Edad Media como sitio de balsas y almacén de material, de ahí su antiguo nombre de isla del carbón. Debido al peligro constante de inundaciones, en un principio no se construyó en la isla. No fue hasta 1772 cuando se construyó en la isla la Isarkaserne para el Ejército de Baviera. Tras la inundación de Múnich de 1899, la isla fue fortificada e impermeabilizada. Después de que se presentaran varios planes para el uso de la antigua isla del carbón, entre ellos la construcción de una estación de ferrocarril, el Ayuntamiento de Múnich acordó en 1903 poner el solar a disposición del nuevo edificio del Deutsches Museum mediante derecho de construcción hereditario: La primera piedra del edificio del museo se colocó en 1906, Sin embargo, la construcción no comenzó hasta 1909. Interrumpida por la Primera Guerra Mundial, la construcción basada en los diseños del arquitecto Gabriel von Seidl duró casi veinte años. Incluso cuando se inauguró el museo, el 7 de mayo de 1925, las obras aún no habían concluido.
Desde mediados de la década de 1930, el museo consta principalmente de tres edificios, que se terminaron uno tras otro:

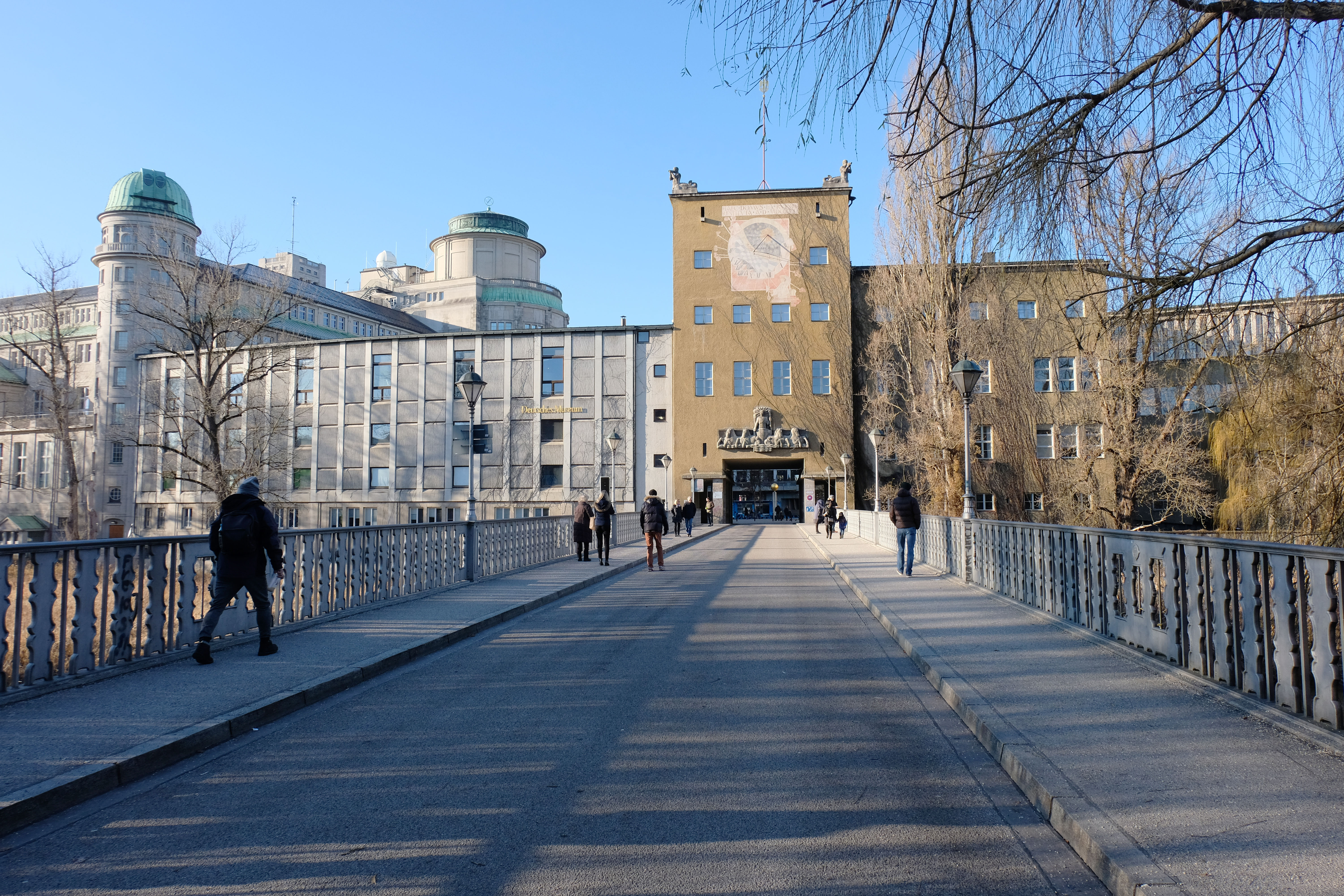
El Deutsches Museum visto desde el Zenneckbrücke.

- El Edificio de colecciones está situado en la parte superior de la Isla de los Museos, entre el Boschbrücke y  el Zenneckbrücke al norte y el Corneliusbrücke al sur. El edificio de la colección fue uno de los primeros grandes edificios construidos con hormigón armado. El uso de este material de construcción, entonces todavía nuevo y progresista, se eligió deliberadamente para demostrar el estado de la técnica y, de este modo, también para que el propio edificio formara parte de la exposición, por así decirlo. [4] El edificio de la colección se construyó en la zona suroeste de la Isla de los Museos, en torno a la Sala de Vehículos a Motor (posteriormente Sala de Ferrocarriles), que se inauguró en dos fases en 1937 y 1938, luego Centro de Nuevas Tecnologías). [5] En 1984, el edificio de colecciones de la parte sureste de la Isla de los Museos fue ampliado por Sep Ruf[6] diseñado por Sep Ruf.[3]

## Colecciones
En total hay más de 18.000 objetos catalogados en 50 categorías de la técnica y las ciencias naturales expuestas en la sede principal. En sus fondos se hallan más de 60.000 objetos y más de 850.000 libros y textos originales. Los principales temas que aborda son ciencias, materiales y producción, energía, transporte, comunicaciones e información.
- Al norte del edificio de colecciones y separado de él por el patio del museo se encuentra el edificio de la biblioteca, terminado en 1932, que alberga, entre otras cosas, la biblioteca del Deutsches Museum.
- Entre el edificio de la biblioteca y el Ludwigsbrücke, se terminó de construir en 1935 el Edificio de Congresos, después de que en 1928 se colocara la primera piedra en presencia del Presidente del Reich Paul von Hindenburg.[7] La sala de congresos situada en el edificio de congresos fue la mayor sala de conciertos de Múnich hasta la finalización del cercano centro cultural Gasteig en 1985. Tras la venta del edificio de congresos por parte del Deutsches Museum en 1989, allí funcionó el primer cine IMAX de Alemania. Allí funcionó el primer IMAX de Alemania. Después de que el Deutsches Museum volviera a comprar el edificio de congresos en 2010, permaneció vacío durante años.[7]Posteriormente, se discutió si el solar en el que se encuentra el edificio de congresos sería la ubicación de un nuevo Konzerthaus.[8] En 2016, se anunció que partes del edificio se utilizarían inicialmente como sede de eventos con cáterin durante cinco años a partir de 2017. Después, se decidiría sobre su uso posterior.[9] Desde 2017, el Blitz Club se encuentra en el edificio de congresos.[7]

## Antecedentes para la fundación de un museo
Con los esfuerzos de secularización de la era del Renacimiento, los gobernantes y ciudadanos ricos comenzaron a crear colecciones de acuerdo con una amplia variedad de criterios de clasificación, a menudo para distinguirse cultural, social y políticamente. Estas cámaras de curiosidades no fueron diseñadas teniendo en cuenta aspectos educativos. Este criterio sólo surgió en el Siglo de las Luces a partir del siglo XVII y cada vez más a partir del siglo XVIII. Las exposiciones de esta época tenían como objetivo dar testimonio de los beneficios del progreso de la Ilustración. A mediados del siglo XVIII se inició la separación entre las exposiciones de bellas artes y las de artes útiles. Estas últimas exposiciones mostraron especialmente objetos manufacturados y artesanales.
Las exposiciones económicas y técnicas se conocen en Francia desde principios del siglo XIX. La presentación de la tecnología industrial moderna tenía como objetivo transmitir a la población cómo el progreso tecnológico tenía un efecto positivo en las condiciones de vida (prosperidad y comodidad), así como en el control de la naturaleza, y enfatizaba la importancia del Estado nacional.
Se argumentó contra la glorificación de la tecnología el empobrecimiento de grandes sectores de trabajadores industriales y agrícolas. En la presentación de los logros tecnológicos se incluyó un aspecto social: se pretendía transmitir cómo se puede ganar la “batalla contra la naturaleza”, por ejemplo en el ámbito de la higiene, mediante el progreso tecnológico. En la Feria Mundial de Londres de 1851 se presentó un modelo de vivienda de bajo coste para trabajadores, un proyecto que fracasó en Inglaterra pero que fue retomado en Europa continental. En la Exposición Mundial de 1862, también en Londres, se formaron las primeras asociaciones de derechos de los trabajadores. En consecuencia, la Exposición Universal de París de 1867 mostró electrodomésticos, material didáctico y ropa como objetos nuevos y “populares”. En 1868 se celebró en Londres una exposición industrial de trabajadores.
En la Exposición Universal de Viena de 1873, el sector de seguridad y salvamento ocupó el segundo lugar en número de exhibiciones después del gran sector industrial con exhibiciones sobre ferrocarriles y máquinas de vapor. Con los trastornos de la crisis económica de la década de 1870, las preocupaciones de los trabajadores pasaron a primer plano. La “Exposición Internacional de Atención Sanitaria y Salvamento” tuvo lugar en Bruselas en 1876. En 1882 se celebró en Berlín la “Exposición general alemana en el ámbito de la higiene y los servicios de salvamento”.
A finales del siglo XIX, los intereses nacionales volvieron a estar en el centro de atención de los diseñadores de museos. Francia celebró la República, el Reich alemán sus esfuerzos en los campos de los transportes y las telecomunicaciones. La apreciación museística del progreso tecnológico general que sustentaba la industrialización ya había fracasado en Prusia en 1867. Una exposición mundial prevista para 1879 en el Imperio Alemán tampoco se llevó a cabo porque la industria y el Estado discutieron sobre hasta dónde debería llegar la intervención estatal en asuntos corporativos para proteger a los trabajadores. Estas cuestiones sociales fueron una preocupación particular para el joven estado debido a las medidas antisocialistas de Otto von Bismarck., estaban destinados a promover la cohesión interna del imperio. Como resultado, también se realizaron exposiciones sociales en el Imperio Alemán, por ejemplo, la "Exposición general alemana en el ámbito de la higiene y los servicios de salvamento" en 1882. En 1889 siguió una exposición sobre el tema de la protección contra accidentes; En 1886 se instaló en Berlín una exposición permanente sobre higiene. También en Berlín se fundó en 1891 la “Oficina Central para el Bienestar de los Trabajadores”, que se propuso construir un “museo social”. El 10 de febrero de 1900, el Reichstag decidió organizar una exposición de este tipo, que se inauguró en 1903.
En Múnich surgieron dos museos técnicos rivales. Karl Poellath coleccionó en su casa máquinas con dispositivos de seguridad en el trabajo y en 1895 propuso la creación de un museo para la prevención de accidentes y la higiene industrial. La Asociación Politécnica apoyó esta idea y en 1900 los esfuerzos dieron como resultado la fundación del “Museo de las Instituciones de Bienestar de los Trabajadores”, que en 1906 se convirtió en instituto estatal y pasó a llamarse “Museo Real de los Trabajadores de Baviera”.
A diferencia de este museo, se desarrolló la idea de una exposición con base científica que presentaría la tecnología no al nivel del progreso social, sino al nivel de la educación científica. A la cabeza de esta línea estaban los ingenieros y sus asociaciones, que habían experimentado una considerable mejora social con el derecho a otorgar doctorados en 1899. Esta línea también la representó Oskar von Miller, quien presentó su idea de un museo científico y técnico en 1903.

## Historia
El Deutsches Museum se fundó en 1903 y abrió sus puertas por primera vez en unas salas provisionales en 1906. El edificio principal se inauguró en 1925 con un retraso de 10 años. En 1932 siguió la biblioteca y en 1935 el edificio de congresos. 
Tras importantes destrozos sufridos durante la Segunda Guerra Mundial se reabrió en 1948. 
En 1984 se añade una nueva sala para aviación y ciencias espaciales. 

### Exposiciones permanentes

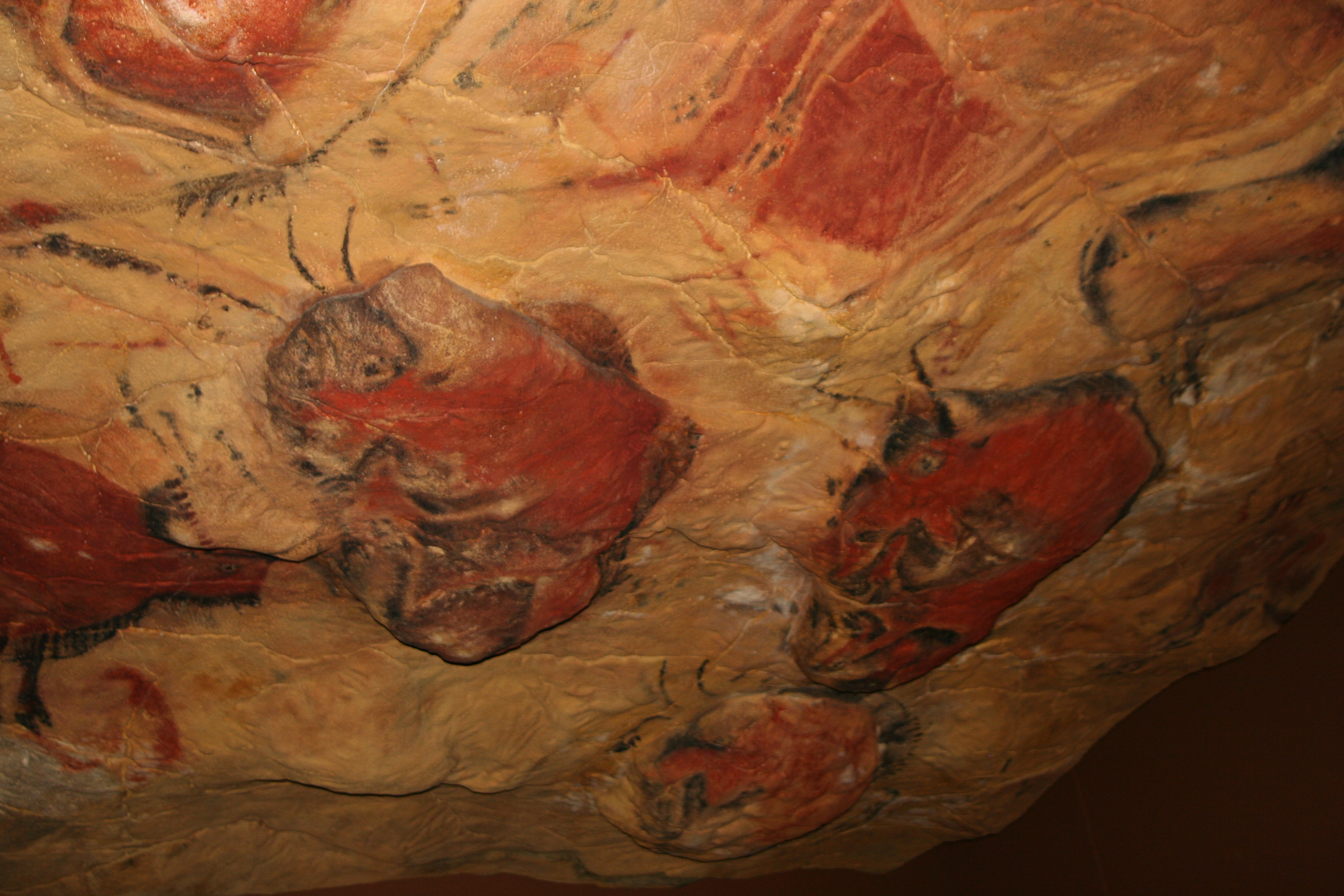
Reproducción de las cuevas de Altamira en el "Deutsches Museum".

- Técnica agrícola y de alimentos (desde los orígenes de la agricultura en el paleolítico hasta la agricultura industrial del siglo XXI)
- Las cuevas de Altamira (con una reproducción de la cueva de Altamira (España). Además se explica el arte de la Edad de Piedra)
- Radioaficionados (exposición sobre esta parte de la telecomunicación fomentada por aficionados con objetos de diversas épocas)
- Astronomía (incluyendo un observatorio)
- Minería (con reproducciones de minas y material de minería de diferentes siglos)
- Construcción de puentes (reproducciones y modelos de puentes explicando las principales técnicas empleadas)
- Química (exposición de los elementos químicos, reconstrucciones de laboratorios históricos y diversos experimentos ilustrativos)
- La imprenta (desde la imprenta de Gutenberg hasta el Desktop publishing)
- El ferrocarril (desde las primeras locomotoras a vapor hasta los trenes de suspensión magnética con diversos vehículos originales)
- Tecnología energética (explicaciones y experimentos relacionados con el tema de la energía)
- El petróleo y el gas natural (desarrollo histórico, prospección y producción de estos recursos naturales)
- El péndulo de Foucault
- La Geodesia (historia y técnicas empleadas en la medición y reproducción de la Tierra)
- El vidrio (desde los orígenes hasta los vidrios especiales actuales con la reproducción de hornos de vidrio)
- La informática (desde las calculadoras mecánicas hasta la microelectrónica pasando por las máquinas cifradoras ENIGMA de la Segunda Guerra Mundial o la Zuse Z3 (reproducción) y Zuse Z4 (original) de 1942-1945))
- La cerámica (desde la cerámica prehistórica hasta las tejas protectoras de los transbordadores espaciales)
- Las carrozas y las bicicletas
- Los motores (destacan la reconstrucción de una de las máquinas de James Watt de 1788, las turbinas de Carl de Laval, el primer motor de 4 tiempos, los motores de Diésel y Wankel)
- La aviación (con varios aviones desde los modelos de Lilienthal hasta cazas experimentales de la Segunda Guerra Mundial)
- Los elementos de maquinaria
- Medidas y pesos (el desarrollo histórico de las mediciones y las medidas)
- Gabinete matemático (curiosidades matemáticas e ilusiones ópticas)
- Los metales (las técnicas de obtención y transformación de estos materiales)
- La microelectrónica (desde la obtención del silicio monocristalino hasta el ordenador)
- Los instrumentos musicales
- La historia del Museo
- El papel (historia y producción con experimentos)
- La farmacia (exposición sobre las reacciones bioquímicas en el cuerpo humano)
- La física (diversos experimentos sobre las bases de esta ciencia)
- Un Planetario
- La técnica espacial
- La navegación (con modelos de los primeros barcos hasta los navíos más modernos; llama la atención un submarino que puede ser visitado y un barco del salvamento marítimo alemán)
- La técnica de las corrientes fuertes eléctricas (con la demostración de una jaula de Faraday)
- Juguetes técnicos
- Técnicas de la telecomunicación
- La técnica textil
- La construcción de túneles (las diversas técnicas empleadas con modelos)
- El medio ambiente
- La construcción hidráulica
- Los instrumentos científicos
- Instrumentos de medición del tiempo

## Otras instalaciones

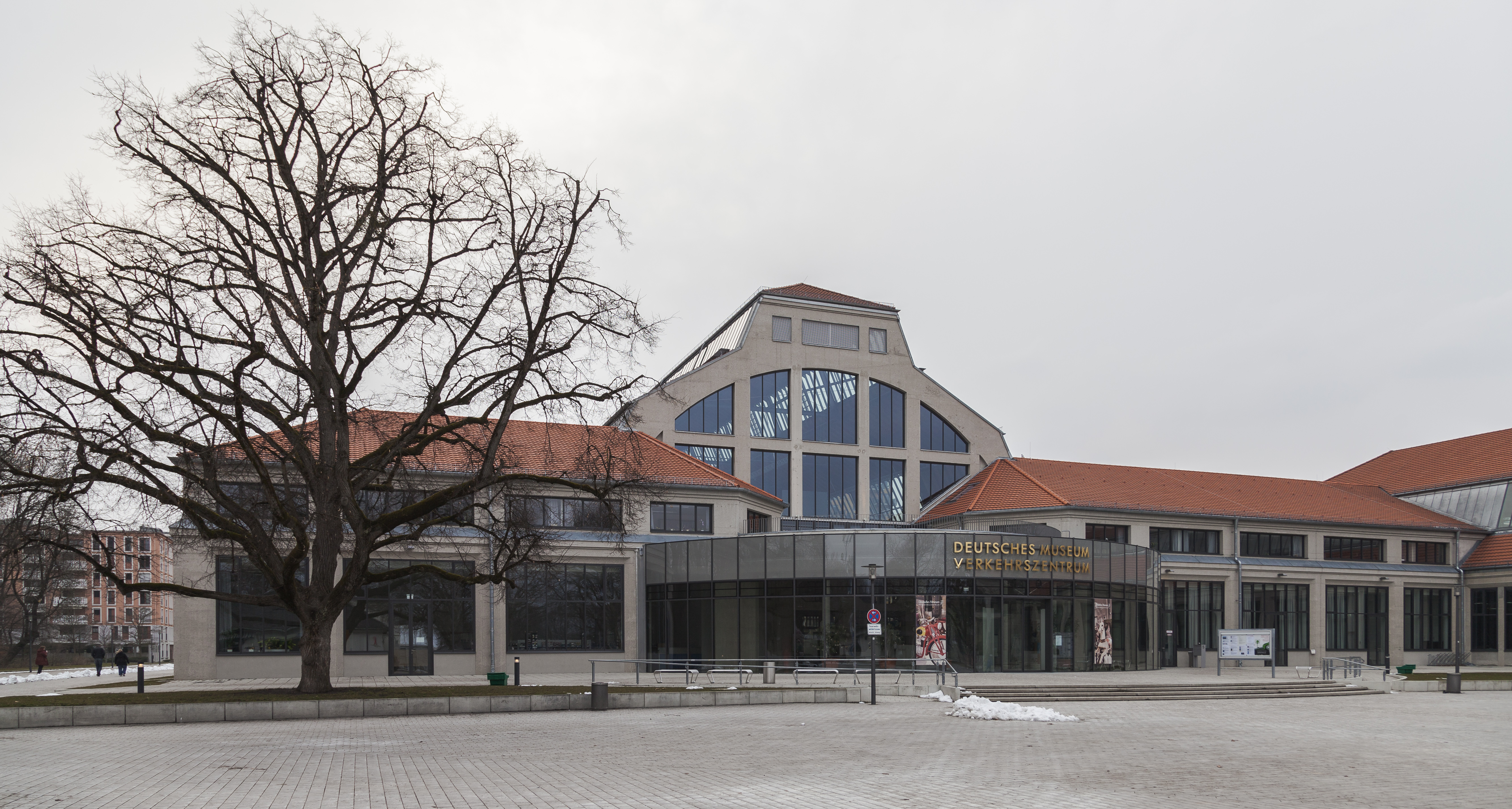
Deutsches Museum Verkehrszentrum (centro de transporte).

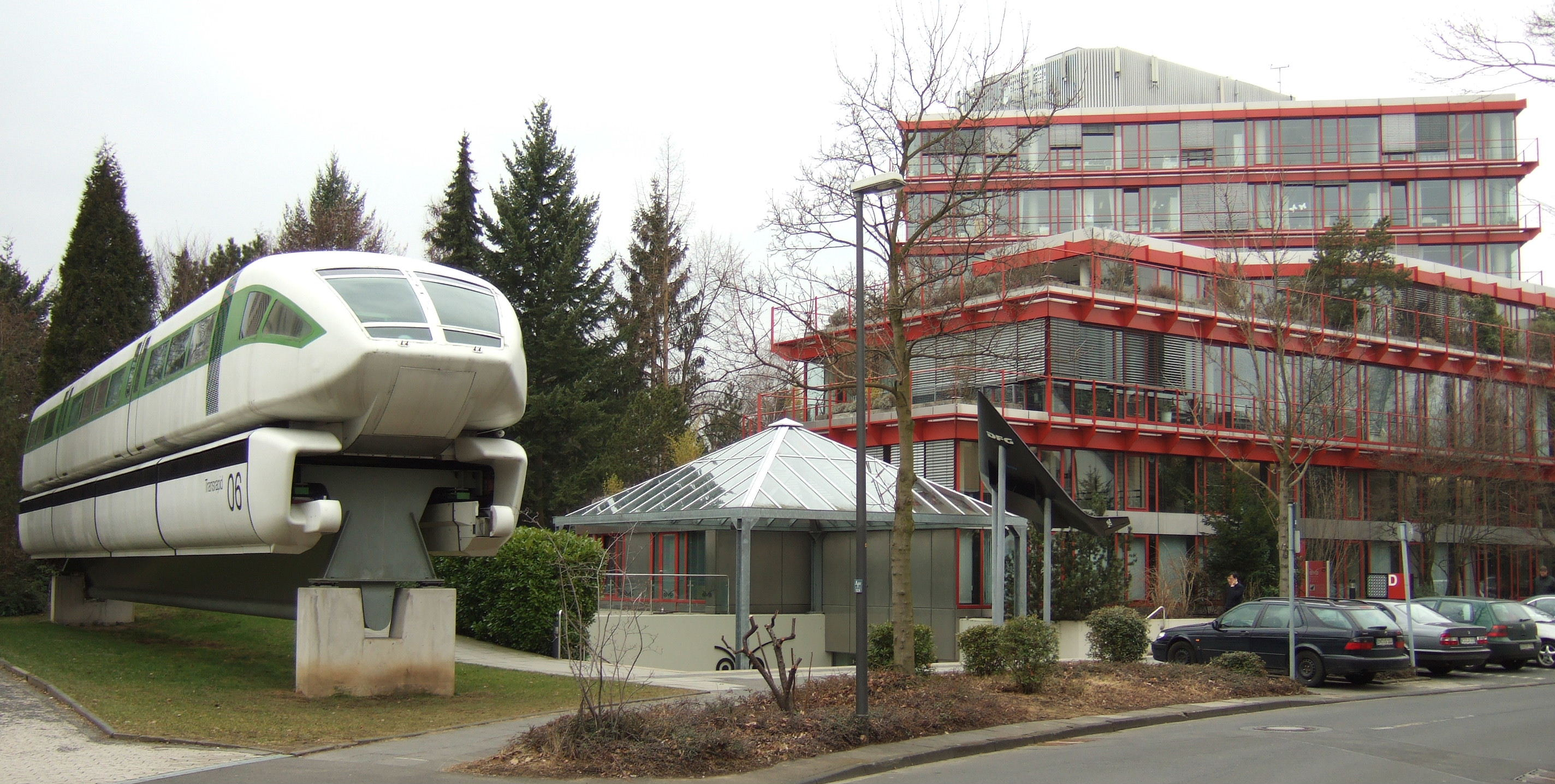
El Deutsches Museum, en Bonn. A la izquierda se puede observar el Transrapid.

- Centro de transporte:  ubicado en la misma ciudad (Theresienhole 14a, 80339 Múnich), posee una colección única sobre el transporte terrestre.

- Astilleros Aeronauticos:  en la planta de aeronáutica de Schleissheim (Effnerstr. 18, 85764 Oberschleissheim) se muestran aviones, helicópteros, motores de propulsión simuladores y exposiciones selectas de la historia de la aeronáutica y astronáutica. Esta instalación se encuentra a 13 km de Múnich, cerca de los castillos de Schleissheim.
- Deutsches Museum (Bonn):  ubicado en la ciudad de Bonn (Ahrstr. 45, 53175 Bonn), presenta cien piezas maestras de la técnica y la investigación en Alemania posteriores a 1945.

## Horarios de atención
- Diario: de 9:00 a 17:00
- Reino de los niños:  de 9:00 a 16:30
- Cerrado:  1 de enero, martes de Carnaval, Viernes Santo, 1 de mayo, 1 de noviembre, 24, 25 y 31 de diciembre, el segundo miércoles de diciembre a partir de las 12:00